# Diego Martínez Aceitón
 Diego Felipe Andrés Martínez Kachele (Valdivia, 18 de junio de 1995), es un entrenador de fútbol chileno. Actualmente es el entrenador ayudante de Luis Marcoleta en Deportes Antofagasta .

## Trayectoria
Comenzó su carrera como entrenador a los 14 años en su natal Valdivia, siendo su mentor el profesor Luis Patricio Méndez. Es un entrenador de fútbol egresado de la Escuela de Directores Técnicos Nro. 193 "Rosario Cuna del Fútbol" (ATFA).
A lo largo de su carrera, ha trabajado con varios entrenadores reconocidos, lo que le permitió adquirir una amplia gama de habilidades y conocimientos. 
Entre los entrenadores con los que ha colaborado se encuentran Ariel Holan, Jorge Aravena, Jorge Guzmán, Ricardo Lunari, Leandro Stillitano, Alejandro Kohan, entre otros.

### Provincial Osorno
Asumió como entrenador del Club el 20 de junio de 2022. Desde entonces, ha dirigido al equipo en 65 partidos, logrando 91 puntos y un rendimiento general del 47% en los Campeonatos de Tercera División A de Chile 2022, Segunda División Profesional de Chile 2023 y los primeros 16 partidos de la Segunda División Profesional de Chile 2024.
En su primera temporada al frente, en 2022, Martínez alcanzó un rendimiento del 52% en 20 partidos, lo que permitió al club conseguir el ascenso de Tercera División A a la Segunda División Profesional de Chile. Durante las temporadas siguientes, 2023 y 2024, mantuvo al equipo en la Segunda División Profesional de Chile, destacándose por su capacidad para sostener al club en una competición más exigente.
En 2024, luego de una racha con 3 derrotas consecutivas, renuncia a su puesto. Tras la salida, culpó a las críticas de la barra como las del jefe de gabinete de la Municipalidad de Osorno como móviles de su renuncia.

### Pumanque
El 26 de agosto de 2024, el club Pumanque, que compite en la Tercera División B de Chile, anunció a Diego Felipe Martínez como su nuevo director técnico. Ha sido fichado con la esperanza de guiar al equipo hacia la promoción a la siguiente categoría.Finalmente, no logró clasificar al Playoff de ascenso a la Tercera A.

### Pacífico FC
Se incorporó al Club Deportivo Pacífico FC , equipo de la tercera categoría de Perú.
A 2 meses de su asunción en el conjunto Limeño, y en pleno desarrollo de la pretemporada, es cesado de sus funciones debido a disposiciones de la Federación Peruana de Fútbol.

### Constitución Unido
En mayo de 2025 es anunciado como el nuevo entrenador de Constitución Unido de la Tercera A de Chile.

## Clubes

### Asistente
| Club                 | País      | Año    | Entrenador     |
| -------------------- | --------- | ------ | -------------- |
| Lautaro de Buin      | Chile     | 2014   | Jorge Guzmán   |
| Banfield             | Argentina | 2015   | Ariel Holan    |
| Defensa y Justicia   | Argentina | 2016   | Ariel Holan    |
| Provincial Ovalle    | Chile     | 2018   | Jorge Guzmán   |
| Deportes Valdivia    | Chile     | 2019   | Jorge Aravena  |
| Provincial Osorno    | Chile     | 2021   | Ricardo Lunari |
| Deportes Antofagasta | Chile     | 2025 - | Luis Marcoleta |

### Entrenador
| Club               | País  | Año       |
| ------------------ | ----- | --------- |
| Lautaro de Buin    | Chile | 2015      |
| Provincial Osorno  | Chile | 2022–2024 |
| Pumanque           | Chile | 2024      |
| Pacífico           | Perú  | 2025      |
| Constitución Unido | Chile | 2025      |

## Estadísticas

### Como entrenador
| Lautaro de Buin    | Chile | 2015      | 9  | 4  | 3  | 2  | 55.55% |
| Provincial Osorno  | Chile | 2022–2024 | 65 | 25 | 16 | 24 | 46.67% |
| Pumanque           | Chile | 2024      | 4  | 2  | 0  | 2  | 50%    |
| Pacífico           | Perú  | 2025      | 0  | 0  | 0  | 0  |        |
| Constitución Unido | Chile | 2025      | 9  | 3  | 4  | 2  |        |
| Total              | Total | Total     | 87 | 34 | 23 | 30 | 47.86% |